# Chlorophorus krantzi
Chlorophorus krantzi är en skalbaggsart som beskrevs av Charles Joseph Gahan 1904. Chlorophorus krantzi ingår i släktet Chlorophorus och familjen långhorningar. Utöver nominatformen finns också underarten C. k. mourgliai.